# Računalni miš
Miš je ulazna jedinica na računalu koji pretvara pokret ruke u dvije dimenzije u pokret pokazivača na zaslonu računala. Miš je izum Douglasa Engelbarta iz 1963. i nastao je kao dio njegova rada na problemima ljudskog međusklopa s računalima na Stanford Research Institute. Miš je prijevod od engleske riječi "mouse".

## Podjela
Prema tehnologiji izrade: 
- optomehanički miš
- optički miš

### Broj tipki
- Dvije
- Tri i više tipki

#### Miš s dvjema tipkama
Miš s dvjema tipkama ima sljedeće funkcije:
- glavnu tipku (to je tvornički lijeva tipka miša)
- tipka za izbornik prečica (desna tipka miša)

Glavnom tipkom izvršavamo, označavamo ili uređujemo. Drugom tipkom pozivamo izbornik ili označavamo.

#### Miš s trima i više tipki
Postoji kod novijih izrada miševa i "treća" tipka: prvotno je to bila tipka, a danas se izrađuje kao kotačić i služi za pomicanje/listanje unutar aplikacije odnosno zaslona. Napredniji miševi sadrže i dodatne tipke.

### Način spajanja na računalo
- Žičani
  - Serijski međusklop DB-9 ili PS/2
  - Paralelni međusklop
  - Atari međusklop
  - USB međusklop

- Bežični
  - Bluetooth
  - Radio
  - Infracrveni

## Miš i operacijski sustav
Funkcije miša podržane su u operacijskim sustavima, ili se omogućavaju s posebnim programima što je danas rijetki slučaj.
U sustavskim postavkama, može se namjestiti da se miša prilagodi za ljevoruke osobe. Tvornički ga se radi za desnoruke.
Sustav omogućava i druge stvari u svezi pokazivača miša.